# Черкасский (Волгоградская область)
Черкасский — хутор в Урюпинском районе Волгоградской области России, в составе Бубновского сельского поселения. Расположен на правом берегу Хопра, при балке Черкасской.
Население — 27 (2010)

## География
Хутор находится на севере Урюпинского района, на границе с Воронежской областью, в лесостепи, в пределах Калачской возвышенности, на правом берегу реки Хопёр, при балке Черкасская. Центр хутора расположен на высоте около 100 метров над уровнем моря. При этом высота окружающей местности достигает 150 и более метров над уровнем моря. В балке Черкасской имеются островки леса. Почвы — лугово-чернозёмные.
Просёлочной дорогой хутор Черкасский связан с административным центром сельского поселения хутором Бубновский (7 км). По автомобильным дорогам расстояние до областного центра города Волгоград составляет 360 км, до районного центра города Урюпинска составляет 38 км.
Часовой пояс
Черкасский, как и вся Волгоградская область, находится в часовой зоне МСК (московское время). Смещение применяемого времени относительно UTC составляет +3:00.

## История
Согласно карте из "Исторического атласа России" Николая Павлищева, изданного в Варшаве в типографии Станислава Стромбского в 1845 году, «Черкасской» на Хопре существовал уже при Иване Грозном.  «Общее имя и Днепровским Казакам название Черкасов, свидетельствующее о древности казачества на Кавказе и связи наших Казаков с Черкасами (Пятигорскими, добровольно покорившимися Иоанну Грозному), сохранилось в названии Черкаского на Хопре и озера Черкаского близ Битюга». Хутор входил в юрт станицы Михайловской Хопёрского округа Земли Войска Донского (с 1870 — Область Войска Донского). Согласно Списку населённых мест Земли Войска Донского в 1859 года на хуторе проживало 85 мужчин и 89 женщин.
Большинство населения было неграмотным: согласно переписи населения 1897 года на хуторе проживало 143 мужчины и 176 женщин, из них грамотных мужчин — 7, грамотных женщин — нет. Согласно алфавитному списку населённых мест Области Войска Донского 1915 года на хуторе имелось хуторское правление, земельный надел хутора составлял 1645 десятин, в нём насчитывалось 73 двора, в которых проживали: 231 мужчина и 239 женщин.
С 1928 года — в составе Урюпинского района Хопёрского округа (упразднён в 1930 году) Нижне-Волжского края (с 1934 года — Сталинградского края). С 1935 года — в составе Хопёрского района Сталинградского края (с 1936 года Сталинградской области, с 1954 по 1957 год район входил в состав Балашовской области). В 1959 году в связи с упразднением Хопёрского района хутор вновь передан в состав Урюпинского района.

## Население
Динамика численности населения по годам:
| 1859 | 1873 | 1897 | 1915 | 1989 |
| ---- | ---- | ---- | ---- | ---- |
| 174  | 230  | 319  | 470  | ≈180 |

| 2010 |
| ---- |
| 27   |